# Костел Святої Катерини (Воютичі)
Костел Святої Катерини — чинний костел у селі Воютичі Самбірського району Львівської області, Україна (історична область Галичина). Костел розташований за 10 кілометрів від міста Самбір.

## Історія
Мурований храм було споруджено між 1714—1719 роками коштом дідича Воютичів Яна Францішека зі Жмигроду Стадніцького. Для завершення будівництва шляхтич Юзеф Мнішек використав матеріал зі свого знесеного замку в Ракові. Консекрацію храму провів тоді перемиський латинський єпископ, в майбутньому львівський архієпископ — Вацлав Сєраковський 1743 року.
Після Другої світової війни російсько-більшовицька влада перетворила костел на сховище мінеральних добрив, що завдало будівлі значної шкоди.

## Орган
На хорах костелу збереглись залишки невеликого костельного органа на 8 регістрів. Орган, ймовірно, збудований на фабриці Яна Слівінського (пол. Jan Śliwiński) у Львові, про що свідчить напис «S.J.5» на одній з нижніх поперечин. Етикеток або інших написів не органі не збереглось. Такий само напис, але з номером 11, і у дещо зміненому порядку літер — «J.S.11» — є на органі в сусідньому селі Стрілковичі.
Там збереглась також етикетка фабрики Слівінського, яка дозволяє однозначно інтерпретувати літери «J.S.», як «Jan Sliwinsky», а цифри — як порядковий номер органа виготовлення цієї фабрики.
Таким чином, можна припустити, що орган № 5 для костелу села Воютичі був виготовлений приблизно 1877, тобто через рік після заснування фабрики, а орган № 11 — у наступному році. Орган мав 6 регістрів в мануалі та 2 в педалі. Написи під важелями не збереглись, лише залишились сліди від них. На задній стороні корпуса органа збереглись повністю 8-футові дерев'яні квадратної мензури труби двох педальних регістрів, та всього 5 дерев'яних труб від мануальних регістрів.

### Сучасний стан
Корпус органа костелу святої Катерини знаходиться у непоганому стані, але труб навіть на проспекті не залишилось, збереглись також міхи, клавіатура, ручний помповий механізм. Пофарбований корпус у світлий глиняно-жовтий колір, за час свого існування щонайменше двічі перефарбовувався. Первинно орган мав колір темного дерева. Орган № 5 цікавий у декількох відношеннях: мануал мав 49 клавіш (а не 48 чи 52—54, як зазвичай у органах Слівінського, тобто чотири повних октави) і 13 клавіш (не 12, 15 чи 18, як зазвичай) — в педалі. Рішення проектувальника додати по одній клавіші як для педалі, так і для мануала одночасно, виглядає гармонійно.